# Ugie
Ugie este un oraș din provincia Eastern Cape, Africa de Sud.